# TSG Giengen
Die Turn- und Sportgemeinde Giengen 1861 ist ein baden-württembergischer Sportverein aus Giengen an der Brenz. Die Fußballmannschaft des Klubs trat in den 1980ern als zweimaliger Teilnehmer des DFB-Pokals überregional in Erscheinung.

## Werdegang
Der Verein wurde im Mai 1861 als Männerturnverein Giengen gegründet. 1909 entstand beim Klub eine Fußballabteilung, die sich 1923 im Rahmen der Reinlichen Scheidung unter dem Namen FV 1909 Giengen abspaltete. 1933 fusionierten die beiden Vereine wieder und gaben sich den noch heute aktuellen Namen TSG Giengen.
Nach dem Zweiten Weltkrieg gehörte die TSG Giengen 1950 zu den Gründungsmitgliedern der 2. Amateurliga Württemberg und trat in der Staffel 3 der Liga an. Zunächst spielte die Mannschaft im vorderen Bereich mit und erreichte 1956 den dritten Tabellenrang. Zwei Jahre später musste der Klub aus der Liga absteigen, konnte jedoch den direkten Wiederaufstieg bewerkstelligen. 1961 verpasste die Mannschaft als Tabellenzweiter hinter dem SSV Aalen den Aufstieg in die 1. Amateurliga, 1966 musste man erneut absteigen.
1972 gelang der TSG Giengen der Wiederaufstieg in die 2. Amateurliga und mit vier Punkten Vorsprung auf Mitaufsteiger SpVgg Au gelang als Staffelsieger der Durchmarsch in die drittklassige Amateurliga Nordwürttemberg. Dort erreichte die Mannschaft als beste Saisonendplatzierung zweimal den siebten Platz, ehe nach vier Jahren Ligazugehörigkeit als Tabellenneunter die Qualifikation zur neu geschaffenen Oberliga Baden-Württemberg verpasst wurde. In der Verbandsliga Württemberg etablierte sich die Mannschaft im Mittelfeld und verpasste 1981 zwei Punkte hinter Sportfreunde Schwäbisch Hall die Rückkehr in die Drittklassigkeit.
1986 zog der Viertligist ins Endspiel um den WFV-Pokal ein, unterlag jedoch am 19. Mai des Jahres im Heidenheimer Albstadion dem VfR Aalen im Elfmeterschießen. Dennoch war die Mannschaft damit für den DFB-Pokal 1986/87 qualifiziert, wo sie in der ersten Runde auf Hannover 96 traf. Zwar konnte der Amateurverein durch Jürgen Kniel früh in Führung gehen, der niedersächsische Klub drehte das Spiel und kam mit einem 3:1-Erfolg weiter. 1987 wiederholte die TSG Giengen den Finaleinzug im Verbandspokal und revanchierte sich mit einem deutlichen 5:1-Sieg über den VfR Aalen für die Vorjahresniederlage. Im DFB-Pokal 1987/88 musste die Mannschaft in der ersten Runde auswärts beim VfB Dillingen antreten, konnte sich jedoch mit einem 1:0-Erfolg im Saarland durchsetzen. In der zweiten Runde gastierte der VfL Bochum, der sich mit einem 2:1-Sieg nach Verlängerung durchsetzte.
1988 war der Höhenflug der Fußballmannschaft zu Ende und sie stieg aus der Verbandsliga ab. In den folgenden Jahren ging es bis in die Kreisliga hinab.